# کریستی براون
کریستی براون (انگلیسی: Christy Brown)(۵ ژوئن ۱۹۳۲ – ۷ سپتامبر ۱۹۸۱) رمان‌نویس، نقاش و شاعر اهل جمهوری ایرلند بود
در سال ۱۹۸۹،دانیل دی-لوئیس با بازی در فیلم پای چپ من به کارگردانی جیم شریدان، در نقش کریستی براون، ظاهر شد. او در این فیلم، به‌طور کامل، از سبک متد اکتینگ استفاده کرد و توانست جوایز متعددی، از جمله جایزه اسکار بهترین بازیگر نقش اول مرد و جایزه بفتای بهترین بازیگر نقش اول مرد، را ازآن خود کند. براون نویسنده و نقّاش مبتلا به فلج مغزی بود و تنها می‌توانست پای چپ خود را کنترل کند.

## زندگی
کریستی براون در ژوئن سال ۱۹۳۲ در یک خانواده کارگری ایرلندی در بیمارستان روتوندای دوبلین متولد شد. از والدین او بریجت فاگان(۱۹۶۸–۱۹۰۱) مادر و پاتریک براون پدرش ۲۲ دختر و پسر متولد شدند که ۹ نفرشان در همان نوزادی مرده و ۱۳ نفر زندگی کردند. پس از تولد کریستی پزشکان دریافتند که او دچار فلج مغزی شدید است و آن یک اختلال عصبی بود که باعث می‌شد عضلاتش تقریباً به‌طور کامل اسپاستیک باشد. گرچه پزشکان از والدین کریستی خواستند تا برای نگهداری و مداوا، او را به بیمارستان منتقل کنند ولی آنها تحت تأثیر قرار نگرفته و مصمم به نگهداری او و کنار فرزندان دیگرشان بودند. در دوران نوجوانی کریستی یک مددکار اجتماعی بنام کاتریونا دلهونت از ماجرای او آگاه شده و شروع به ملاقات منظم با خانواده براون کرد در حالی که گهگاه کتاب و ابزار و وسایل لازم برای نقاشی را برای کریستی می‌آورد چرا که کریستی در طول سال‌ها و پس از کلنجار با چند کتاب که در خانه یافته بود، یادگرفت که هم بنویسد و هم نقاشی بکشد و البته با تنها اندامی که بر آن کنترل خوبی داشت یعنی «پای چپش» و بدینگونه او علاقه‌مندی شدیدی نسبت به هنر و ادبیات از خود نشان داده و با پشتکار بر مهارتهای بدنی اش در جهت انجام علایق هنری و ادبی اش افزود چرا که با هدایای کاتریونا کریستی بسرعت به یک هنرمند جدی تبدیل گشت. اگرچه براون در دوران جوانی خود تقریباً هیچ آموزش رسمی دریافت نکرد، اما به‌طور متناوب در کلینیک مدرسه سنت برندن در سندی‌مونت شرکت کرد. او در سنت برندن با رابرت کولیس، یک نویسنده مشهور، تماس گرفت. کولیس متوجه شد که براون همچنین یک رمان‌نویس طبیعی است و بعداً کولیس به استفاده از ارتباطات خود برای انتشار کتاب «پای چپ من» کمک کرد، که در آن زمان شرح زندگی‌نامه‌ای طولانی از مبارزهٔ کریستی با مشکلات روزمرهٔ زندگی در میانهٔ فرهنگ پر جنب و جوش دوبلین بود.
با معروفیت کتاب پای چپ من در میان دوستداران کتاب و محافل ادبی یک نفر از میان بسیاری افراد که به کریستی نامه می‌نوشت یک زن آمریکایی متأهل بنام بث مور بود. او از براون دعوت کرد تا به آمریکا برود و در سال ۱۹۶۰، براون تعطیلات خود را در آمریکای شمالی و در خانهٔ خانم مور در کانکتیکات کشور آمریکا گذراند. هنگامی که آنها دوباره در سال ۱۹۶۵ یکدیگر را ملاقات کردند، آنها رابطهٔ کاری جدی تر خود را برای نوشتن یک کتاب آغاز کرده و بنابراین براون یک بار دیگر به کانکتیکات سفر کرد تا کار بزرگ خود را که سال‌ها در فکر آن بود، به پایان برساند و سرانجام براون این هدف را در سال ۱۹۶۷ با کمک بث مور که رژیم کاری سختگیرانه ای را معرفی و اجرا نمود که عمدتاً بر مبنای محرومیت براون از نوشیدن الکل تا پایان یک روز کاری (که براون به آن وابسته بود) به انجام رسید و این کتاب با عنوان «همه روزها پایین است» در سال ۱۹۷۰ منتشر گردید. کریستی براون در دیباچهٔ کتاب برای مور نوشت: «برای بث، که با چنان وحشیگری ملایمی، آنقدر به من تازیانه زد تا سرانجام این کتاب را تمام کنم».
بمرور زمان، شهرت براون در سطح بین‌المللی گسترش یافته و او فردی برجسته و مشهور مبدل شده و پس از بازگشت به ایرلند، او توانست درآمد حاصل از فروش کتاب‌هایش را برای طراحی و نقل مکان به خانه‌ای که به‌ویژه در خارج از دوبلین با خانواده خواهرش ساخته شده بود، استفاده کند. اگرچه براون و مور قصد داشتند با هم ازدواج کنند و در خانه جدید با هم زندگی کنند، و اگرچه مور این برنامه‌ها را به شوهرش اطلاع داده بود، در همین زمان بود که براون با یک زن انگلیسی مری کر، که در یک مهمانی در لندن با او آشنا شد، رابطه ای عاشقانه آغاز کرده و بنابراین براون رابطه خود را با بث مور خاتمه داده و در سال ۱۹۷۲ با کر در اداره ثبت احوال دوبلین ازدواج کرد. آنها به استونی لین، راتکول، شهرستان دوبلین (محل کنونی خانه سالمندان لیشین)، به Ballyheigue، شهرستان کانتی کری و سپس به سامرست نقل مکان کردند. او به نقاشی، نوشتن رمان، شعر و نمایشنامه نویسی ادامه داد و رمان او بنام «سایه ای بر تابستان» که براساس رابطهٔ او با بث مور که هنوز با هم دوست بودند در سال ۱۹۷۴ نوشته شد.

## مرگ
سلامتی کریستی براون پس از ازدواج با مری کر بدتر شد. او در واپسین سالهای زندگی پیش از مرگ عمدتاً به یک گوشه‌نشین مبدل شده بود که تصور می‌شود نتیجهٔ مستقیم نفوذ همسرش مری کر و شاید ماهیت توهین‌آمیز او باشد. کریستی براون در سن ۴۹ سالگی بر اثر خفگی در حین صرف شام جان خود را از دست داد. پس از انتقال او به پزشکی قانونی در بدن او کبودیهای قابل توجهی مشاهده گردید که موجب شد بسیاری گمان کنند که همسرش او را مورد آزار فیزیکی قرار می‌داده‌است و سوء ظن‌های بیشتر پس از بیوگرافی نوشتهٔ جورجینا همبلتون که برای نوشتنش از کتاب «پای چپ من» الهام گرفته بود، بوجود آمد که نسخه‌ای ظاهراً دقیق‌تر و ناسالم‌تر از رابطهٔ کریستی و مری را فاش کرد. این کتاب کر را بعنوان یک الکلی بدسرپرست و عادتاً خیانتکار نشان می‌دهد. در کتاب همبلتون، او به نقل از «شان» برادر کریستی براون می‌گوید: «کریستی او را دوست داشت، اما این موضوع متقابل نبود زیرا مری آن جور آدمی نبود. اگر او را همانطور که می‌گفت دوست داشت، عاشقش نمی‌شد. من احساس می‌کنم که او از کریستی به طرق مختلف سوءاستفاده کرده‌است.»